# Barbenheimer
Barbenheimer fue un fenómeno de internet que comenzó a circular antes del estreno simultáneo en cines de dos películas diametralmente opuestas en género, Barbie y Oppenheimer, el 21 de julio de 2023 en Estados Unidos y Canadá. La palabra es una fusión de los títulos de las películas. El contraste entre Barbie, una comedia fantástica dirigida por Greta Gerwig sobre la muñeca de moda homónima, y Oppenheimer, un thriller biográfico escrito y dirigido por Christopher Nolan sobre el físico J. Robert Oppenheimer, director científico del Proyecto Manhattan, quien desarrolló las primeras armas nucleares durante la Segunda Guerra Mundial, provocó una respuesta cómica por parte de los internautas. Polygon describió las dos películas como «extremadamente opuestas», y Variety calificó el fenómeno de «acontecimiento cinematográfico del año».
Inicialmente una rivalidad entre las dos películas, el fenómeno Barbenheimer se convirtió en la creación de un meme en internet sobre un caso de contraprogramación. Entre los participantes famosos se encontraba el actor Tom Cruise, quien compró entradas para ver ambas películas mientras su última película, Misión imposible: sentencia mortal - Parte 1, aún se estaba proyectando en los cines. A medida que se acercaba la fecha de estreno, surgieron muchas sugerencias para ver las películas en sesión doble, y los actores de ambos filmes respondieron animando al público a ver las dos el mismo día. Se ha debatido sobre el orden de visionado. Ambas películas han sido aclamadas por la crítica.